# Талапський сільський округ (Жанакорганський район)
Тала́пський сільський округ (каз. Талап ауылдық округі, рос. Талапский сельский округ) — адміністративна одиниця у складі Жанакорганського району Кизилординської області Казахстану. Адміністративний центр та єдиний населений пункт — станційне селище Бесарик.
Населення — 1146 осіб (2021; 1073 у 2009, 1030 у 1999, 1052 у 1989).
Станом на 1989 рік існувала Кенеська сільська рада (села Бесарик, Кенес). Пізніше село Бесарик утворило окремий Талапський сільський округ. 2018 року було ліквідовано селище Сатимсай, включивши його до складу селища Бесарик.

## Склад
До складу округу входять такі населені пункти:
| Населений пункт            | Населення, осіб (1989) | Населення, осіб (1999) | Населення, осіб (2009) | Населення, осіб (2021) |
| -------------------------- | ---------------------- | ---------------------- | ---------------------- | ---------------------- |
| Бесарик, станційне селище  | 1052                   | 991                    | 1038                   | 1146                   |
| Сатимсай, станційне селище | -                      | 39                     | 35                     | -                      |